# إدوارد تومبكينز
إدوارد تومبكينز (بالإنجليزية: Edward Tompkins)‏ هو محامي وسياسي أمريكي، ولد في 8 مايو 1815 في باريس في الولايات المتحدة، وتوفي في 14 نوفمبر 1872 في أوكلاند في الولايات المتحدة. انتخب عضو مجلس ولاية كاليفورنيا وانتخب Regents of the University of California ‏.